# WebCT
WebCT（ウェブシーティー）とは、ネットワーク上で教育環境を提供するシステム。

## 概要
WebCT は 1995 年にカナダのブリティッシュコロンビア大学で同大学講師マーレイ・ゴールドバーグにより開発された。当初は無料で公開していたが、多くの大学で利用されるようになり、継続的な開発とサポートのため 1997 年に WebCT 社が設立された。その後成長を続け、代表的なeラーニングプラットフォームの一つ（2005年には、全世界 1700 以上の教育機関に導入され 800 万人以上の学生に利用される）となる。2006年に、WebCT 社は Blackboard 社に買収され、WebCT というブランド名は公式にはなくなり、Blackboard Learning System として販売されるようになるが、現在も多くの大学では WebCT の名称を使用している。

## 主な機能
- シラバスの掲載
- 講義資料の提示
- アンケートの実施
- 小テストの実施
- レポート管理
- 掲示板・電子メール・チャット

## WebCTを導入している日本の高等教育機関
- 大阪大学
- 滋賀大学
- 名古屋大学
- 広島大学
- 熊本大学
- 九州大学
- 筑波大学
- 長崎大学
- 京都大学
- 京都情報大学院大学
- 富山大学
- 帝京大学
- 立命館大学